# Кангил (Забайкальский край)
Кангил — село в Нерчинском районе Забайкальского края России. Входит в состав сельского поселения «Знаменское».

## География
Село находится в центральной части района, на левом берегу протоки Витим реки Нерчи, вблизи места впадения в неё реки Хангил, на расстоянии примерно 29 километров (по прямой) к северо-западу от города Нерчинска. Абсолютная высота — 538 метров над уровнем моря.
Климат
Климат характеризуется как резко континентальный, с продолжительной холодной зимой. Средняя температура самого тёплого месяца (июля) составляет 18 — 20 °С (абсолютный максимум — 38 °С). Средняя температура самого холодного месяца (января) — −28 — −30 °С (абсолютный минимум — −54 °С). Годовое количество осадков — 300—350 мм. Продолжительность безморозного периода составляет 100—110 дней.
Часовой пояс
Село Кангил находится в часовой зоне МСК+6. Смещение применяемого времени относительно UTC составляет +9:00.

## История
Основано в 1837 году переселенцами из села Унда (современная территория Балейского района) горно-заводскими крестьянами для обеспечения нужд казённого хлебопашества. С 1851 года часть жителей Кангила была переведена в казачье сословие.

## Население
| 2002 | 2010 | 2021 |
| ---- | ---- | ---- |
| 356  | ↘316 | ↘270 |

Половой состав
По данным Всероссийской переписи населения 2010 года в гендерной структуре населения мужчины составляли 51,6 %, женщины — соответственно 48,4 %.
Национальный состав
Согласно результатам переписи 2002 года, в национальной структуре населения русские составляли 100 % из 356 чел.

## Инфраструктура
В селе функционирует фельдшерско-акушерский пункт.

## Улицы
Уличная сеть села состоит из четырёх улиц.